# ユダヤ人入植地
ユダヤ人入植地（ユダヤじんにゅうしょくち）とは、ユダヤ人による入植地のこと。イスラエル人によるものはイスラエル人入植地とも呼ばれる。

## 概要
中東におけるユダヤ人入植地は元々はユダヤ人の移住を図る目的で建設されたキブツ（集団農場）や大規模開発都市が起源であるが、国際社会を論じる際に主に問題となるのは1967年の第三次中東戦争以降にイスラエルが占領した東エルサレムを含むヨルダン川西岸地区のユダヤ人入植地でありパレスチナ問題の1つである（他にゴラン高原におけるユダヤ人入植地など）。イスラエル政府はパレスチナやシリアの占領地においてユダヤ人の流入を認める一方でパレスチナ難民等の非ユダヤ人の流入を厳しく制限したり、社会インフラにおいて入植者であるユダヤ人に便宜を図る一方で先住民であるパレスチナ人やシリア人に損失を与えるという差別的政策を採っている。これについて国際社会は占領権力が自国市民を占領地域に移住させることを禁じたジュネーブ第4条約第49条に違反すること等を根拠として、国連安保理決議452（1979年）や国連安保理決議465（1980年）が決議され、1967年以降にイスラエルが占領した領土での入植地の建設を国際法違反として撤回を求めている。国際社会からは第一次中東戦争における1949年時の停戦ラインはグリーンラインと呼ばれ、イスラエルとパレスチナとの境界線として認知されている。
ユダヤ人入植地は国外からのユダヤ人移民流入増加による都市部の住宅価格高騰問題への対策としてイスラエル政府が住宅省を中心として公式に支援している事例もあれば、イスラエルの民間右派がイスラエル政府の無認可ではあるが宗教的信念や対パレスチナ強硬の政治的思惑から入植しているアウトポストの事例もある。アウトポストはイスラエル政府によって強制撤去されることもあるが、事実上黙認されることが多く、事後的にイスラエル政府に公的に認可されることもある。
ユダヤ人入植地は1967年の占領直後から労働党政権下でパレスチナ人の居住区を避けて占領地との境界であるグリーンライン付近や幹線道路沿いに集中して計画、建設され、軍事的防御線や戦略拠点の目的があった。1977年に保守強硬派のリクード政権が誕生してからは占領地の返還拒否を明言し、占領地においてパレスチナ人の居住区を含めた様々な場所での入植を積極的に進めた。国際社会はイスラエルに対して入植活動凍結や入植地の撤退を求めているが、イスラエルは一部を除いて入植凍結撤退を拒否して入植活動を積極的に進めている。
かつては1967年の第三次中東戦争以降のシナイ半島やガザ地区にもユダヤ人入植地があったが、シナイ半島のユダヤ入植地については1979年のエジプト・イスラエル平和条約を機に、ガザ地区のユダヤ入植地については2005年にガザ地区等撤退を機にそれぞれ撤退し、シナイ半島とガザ地区のユダヤ入植地だった地域ではアラブ系住民が多数派となりユダヤ人入植地は無くなっている（シナイ半島ではエジプトの施政下になったユダヤ人入植地についてユダヤ人を保護できないとしてイスラエル軍が強制排除した）。
入植地の地区によっては入植しているユダヤ人がパレスチナ人からのテロ対策として予備役用の武器を所持している例もある。
1993年のオスロ合意ではイスラエル権力は占領した地域から暫定的に撤退した上で、ユダヤ人入植地の最終的な地位についてはイスラエルとパレスチナによる交渉によって決定されるものとしている。

## 法的位置付け
ヨルダン川西岸地区はイスラエルの占領下（イスラエルは「係争地」と主張）にあるが、東エルサレムを除き、公式に併合したわけでは無い。このため、占領前の旧法（オスマン帝国法・イギリス法・ヨルダン法など）を継承しつつ、必要に応じてイスラエル国防軍軍律で上書きする形式を取っている。
一方で、ユダヤ人入植者に対しては、イスラエル国内法を適用できるよう、軍律やその他の特別法を施行している（ヨルダン川西岸地区入植地におけるイスラエル法、ユダヤ・サマリア入植地規制法）。これらの施行は、併合と区別するために入植者個人に適用する形を取っており、地権に関する法令は適用されない。
実態として、同一地域でユダヤ人入植者と被占領民に異なる法令が施行される二重法令となっている。一般に、被占領民に対してより過酷な法令となっている。たとえば、投石は被占領民は無条件で10年以下の懲役（危害を目的とした場合は20年以下の懲役）となり、実行犯が未成年者の場合は両親への連座刑も設けられている。しかし、ユダヤ人入植者はイスラエル国内法が適用され、被占領民より量刑は軽く、連座刑も設けられていない。